# Apartado de correos

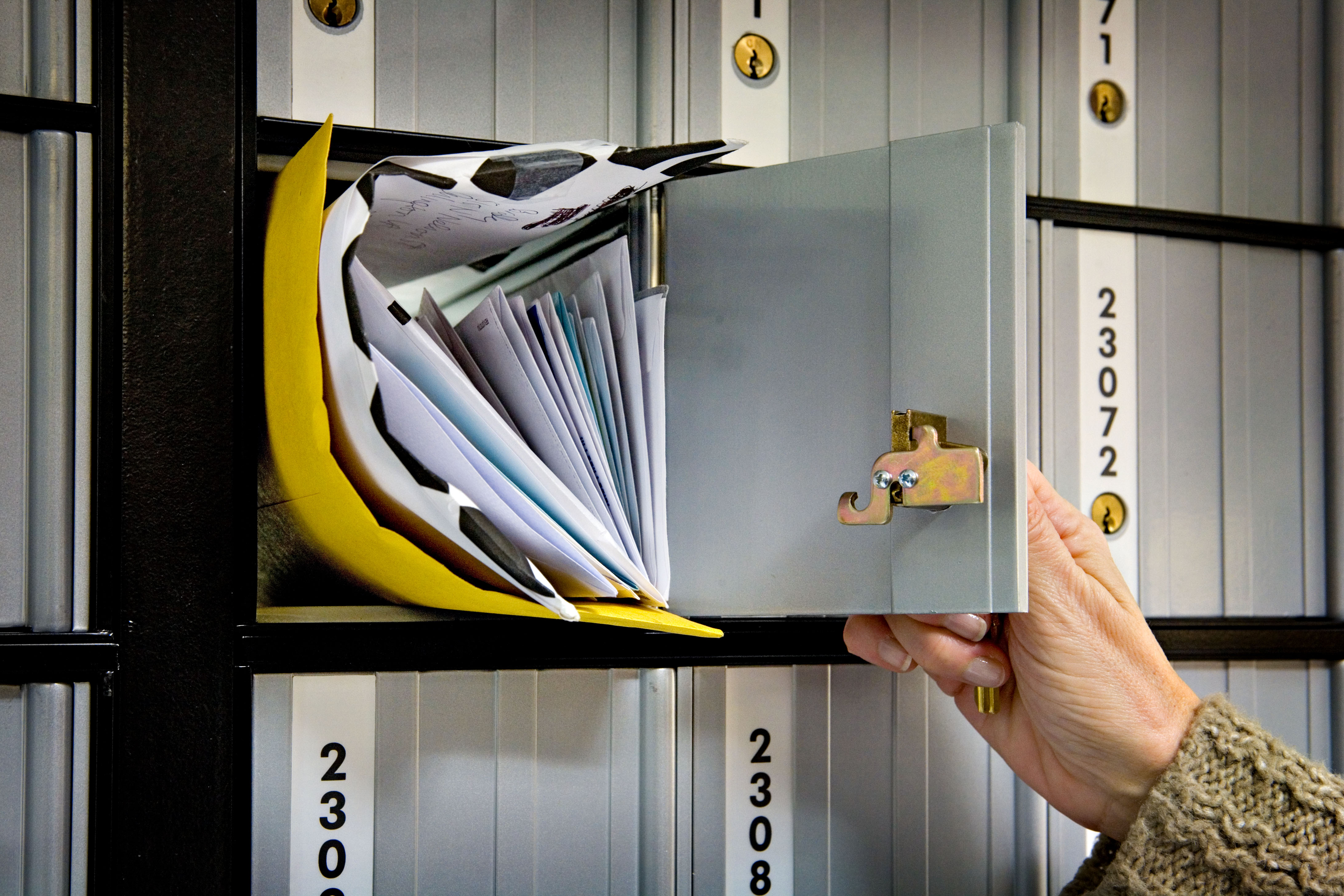
Un apartado de correos o postal

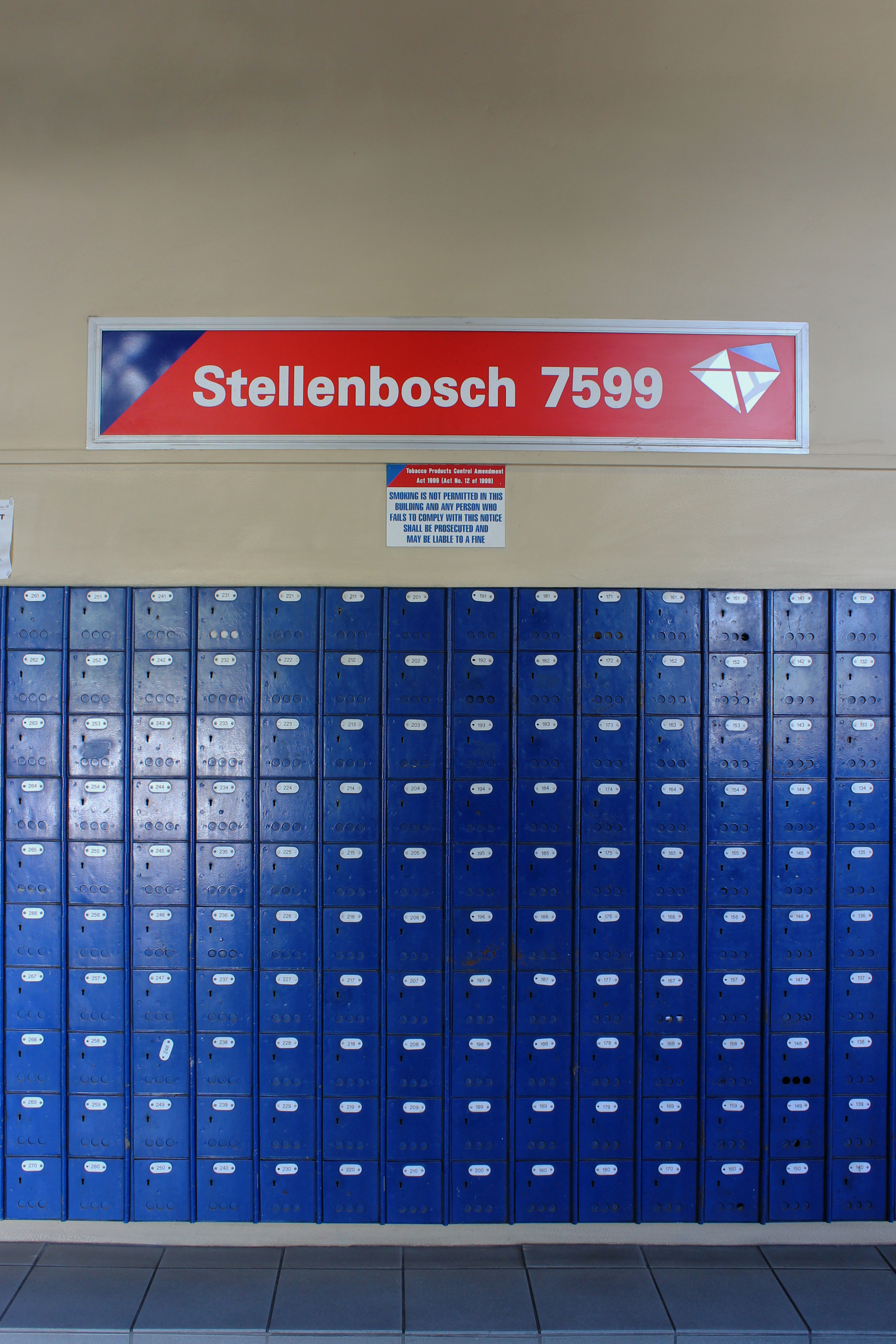
Buzones de correos sudafricanos (Stellenbosch) a los que el público tiene acceso las 24 horas del día.

Un apartado de correos, apartado postal o apartado aéreo es un servicio proporcionado por una oficina de correos, por el que se alquila una caja o sección con un número en la cual se puede depositar correspondencia o paquetes.
Los apartados de correos son alquilados por una Oficina de Correos por término —meses o años— y precios que varían dependiendo del tamaño del buzón; usualmente a personas jurídicas, pero también personas naturales pueden acceder a ellos. Entre otras razones, se usan para no dar una dirección de correspondencia verdadera, logrando confidencialidad del destinatario, evitando también visitas indeseadas a domicilios particulares.
En varias regiones, particularmente de África y el Oriente Medio, no hay algo tal como un servicio de correos puerta a puerta. Como ejemplo, al enviar un correo a una dirección de Namibia, este será devuelto al remitente con motivo «No se puede entregar», siendo necesario el uso de apartados para lograr recibir correspondencia.
Para efectuar un envío a un apartado de correos es necesario especificar en el sobre algo similar a:
```
Nombre Apellido Apellido

Apartado de correos 012345

CP: 12345 Comunidad País

```

En esta era digital, también existen los "apartados postales digitales" o "correo postal virtual" que permiten recibir correo físico digitalmente. Estos servicios proporcionan una dirección postal permanente y gestionan el correo, incluyendo el escaneo de documentos y el reenvío postal a cualquier ubicación. Facilitan la gestión online a través de un portal o una aplicación móvil mediante la digitalización del correo físico. Desde cualquier ubicación geográfica, se puede acceder de manera segura y fácil al correo físico, permitiendo a los usuarios optimizar su tiempo y evitar desplazamientos a una oficina postal.